# Бруно Гінц
Бруно Гінц (нім. Bruno Hinz; 25 серпня 1915, Петерсдорф — 28 лютого 1968, Мюнхен) — німецький офіцер Ваффен-СС, гауптштурмфюрер СС, кавалер Лицарського хреста Залізного хреста з Дубовим листям.

## Ранні роки
Бруно Гінц народився 25 серпня 1915 року в місті Петерсдорф. 1 травня 1933 року Гінц вступив в НСДАП (партійний квиток № 3 095 598), а 1 жовтня 1936 року в СС (службове посвідчення № 313 698) і в частини посилення СС. Служив в 10-му штурмі штандарта СС «Дойчланд».

## Друга світова війна
Бруно Гінц взяв участь в Польській, Французькій кампаніях і в боях на Східному фронті. У 1941 році закінчив юнкерське училище СС в Брауншвейзі. 30 січня 1942 року Бруно став Унтерштурмфюрером СС. В 1942 служив в складі 2-ї роти панцергренадерського полку СС «Вестланд» моторизованої дивізії СС «Вікінг». За відзнаки в боях на Східному фронті 17 квітня 1943 року Гінц був нагороджений Німецьким хрестом в золоті, а 2 грудня 1943 — Лицарським хрестом Залізного хреста.
У лютому 1944 року Бруно був переведений в 17-ту панцергренадерську дивізію СС «Ґьотц фон Берліхінген», де він командував 2-ю ротою 38-го панцергренадерського полку СС «Ґьотц фон Берліхінген». 23 серпня 1944 отримав дубове листя до Лицарського хреста Залізного хреста. З січня 1945 року і до кінця війни командував 1-м батальйоном 38-го панцергренадерського полку СС «Ґьотц фон Берліхінген».

## Життя після війни
Бруно Гінц помер 28 лютого 1968 року в місті Мюнхен.

## Звання
- Унтерштурмфюрер СС (30 січня 1942)
- Оберштурмфюрер СС (9 листопада 1943)
- Гауптштурмфюрер СС (9 листопада 1944)

## Нагороди
- Медаль «У пам'ять 13 березня 1938 року»
- Медаль «У пам'ять 1 жовтня 1938» із застібкою «Празький град»
- Медаль «У пам'ять 22 березня 1939 року»
- Залізний хрест
  - 2-го класу (16 червня 1940)
  - 1-го класу (2 грудня 1941)
- Медаль «За зимову кампанію на Сході 1941/42»
- Штурмовий піхотний знак в сріблі
- Нагрудний знак «За поранення» в золоті
- Нагрудний знак ближнього бою
  - в сріблі (20 травня 1943)
  - в золоті (5 вересня 1944)
- Німецький хрест в золоті (11 квітня 1943) як унтерштурмфюрер СС і командир 2-ї роти 10-го панцергренадерського полку СС «Вестланд»
- Лицарський хрест Залізного хреста з Дубовим листям
  - Лицарський хрест (2 грудня 1943) як унтерштурмфюрер СС і командир 2-ї роти 10-го панцергренадерського полку СС «Вестланд»
  - Дубове листя (№ 559) (23 серпня 1944) як оберштурмфюрер СС і командир 1-ї роти 38-го панцергренадерського полку СС «Ґьотц фон Берліхінген»